# ازل بلیر
ازل بلیر (انگلیسی: Ezell Blair Jr.؛ زادهٔ ۱۸ اکتبر ۱۹۴۱) یک فعال مدنی اهل ایالات متحده آمریکا است.
وی یکی از اعضای اصلی تحصن گرینزبورو بود.